# Francisco Alcaraz
Francisco Javier Alcaraz (né le 4 octobre 1960 à Asuncion au Paraguay) est un footballeur international paraguayen qui évoluait au poste d'attaquant.

## Biographie

### Carrière en club
Francisco Alcaraz joue en faveur du Club Nacional. Il dispute deux matchs en Copa Libertadores avec cette équipe.

### Carrière en sélection
Francisco Alcaraz reçoit sept sélections en équipe du Paraguay, inscrivant deux buts, lors de l'année 1986.
il figure dans le groupe des sélectionnés lors de la Coupe du monde de 1986. Lors du mondial organisé au Mexique, il ne joue aucun match.